# Mukesh
Mukesh Chand Mathur (Hindi: मुकेश चन्द माथुर; Delhi, 22 juli 1923 – Detroit, 27 augustus 1976) was een Indiase playbackzanger in Bollywoodfilms.
Zijn bekendheid komt vooral voort uit zijn optredens in de films van Raj Kapoor. Hij wordt met Mohammed Rafi en Kishore Kumar gerekend tot de allergrootste zangers in het Bollywoodgenre. Mukesh was in 1972 in Nederland voor een concert. Zijn zoon Nitin Mukesh is eveneens een succesvol playbackzanger en diens zoon Neil Nitin Mukesh is Bollywoodacteur.